# First Stand Tournament
First Stand Tournament (FST), hay gọi đơn giản là First Stand là một giải đấu quốc tế thường niên của bộ môn thể thao điện tử Liên Minh Huyền Thoại do Riot Games tổ chức vào cuối giai đoạn đầu tiên trong ba giai đoạn thi đấu của mùa giải. Đây là giải đấu quốc tế thứ ba theo cấu trúc 3 giai đoạn mới và lịch thi đấu do Riot Games công bố bắt đầu từ năm 2025.
Hanwha Life Esports đã xuất sắc đánh bại Karmine Corp trong trận chung kết tổng với tỷ số 3-1 và lên ngôi vô địch, HLE trở thành nhà vô địch đầu tiên của FST.

## Lịch sử

### 2025
Ngày tháng 6 năm 2024, Riot Games đã công bố việc tạo ra một cấu trúc các giai đoạn thi đấu mới trong mùa giải và lịch thi đấu cho bộ môn thể thao điện tử Liên Minh Huyền Thoại, bao gồm một lịch thi đấu theo thể thức 3 giai đoạn tương tự như League of Legends EMEA Championship (LEC) sẽ được áp dụng cho 5 khu vực chính và tạo ra một giải đấu quốc tế mới để kết thúc giai đoạn thi đấu đầu tiên. Trong ngày họp báo cho trận chung kết Chung kết Thế giới 2024 tại O2 Arena ở Luân Đôn, Vương quốc Anh vào ngày 1 tháng 11 năm 2024, Riot Games đã thông báo rằng giải đấu quốc tế mới sẽ được đặt tên là "First Stand Tournament", với giải đấu đầu tiên sẽ diễn ra từ ngày 10 đến ngày 16 tháng 3 năm 2025 tại Seoul, Hàn Quốc.

## Thể thức
Giải đấu sẽ có sự góp mặt của năm đội tuyển vô địch giai đoạn đầu tiên của năm khu vực chính, bao gồm: League of Legends Champions Korea (LCK), League of Legends Pro League (LPL), League of Legends EMEA Championship (LEC), League of Legends Championship of The Americas (LTA) và League of Legends Championship Pacific (LCP). Cả năm đội sẽ đối đầu với nhau trong loạt trận Bo1.
Sau đây là danh sách chi tiết các đội đủ điều kiện tham gia First Stand theo từng khu vực tính đến ngày 1 tháng 11 năm 2024:
- LCK: Quán quân LCK Cup
- LPL: Quán quân LPL Kì 1
- LEC: Quán quân LEC mùa Đông
- LTA: Quán quân LTA Kì 1
- LCP: Quán quân LCP Kickoff

Tất cả các trận đấu trong giải đấu đều sử dụng thể thức cấm/chọn Fearless Draft, trong đó các tướng đã được chọn không thể được chọn lại trong các ván đấu sau.

## Kết quả
| Năm  | Địa điểm | Chung kết           | Chung kết | Chung kết | Chung kết    | No. |
| Năm  | Địa điểm | Quán quân           | Tỷ số     | Tỷ số     | Á quân       | No. |
| ---- | -------- | ------------------- | --------- | --------- | ------------ | --- |
| 2025 | Seoul    | Hanwha Life Esports | 3         | 1         | Karmine Corp | 5   |

## Thống kê
| Năm  | Địa điểm | Quán quân           | Á quân       | Hạng 3-4                       | Vòng bảng   |
| 2025 | Seoul    | Hanwha Life Esports | Karmine Corp | Top Esports CTBC Flying Oyster | Team Liquid |